# Rauriser Literaturtage
Die Rauriser Literaturtage sind eine seit 1971 jährlich stattfindende literarische Veranstaltung in der Pinzgauer Gemeinde Rauris.

## Geschichte
Die Gründungsinitiative geht auf den Autor Erwin Gimmelsberger zurück, der 1970 proklamierte, der Literatur neue Räume erschließen zu wollen. Mit Unterstützung Hans Weigels, der Universität Salzburg, des ORF und des Landes Salzburg kam es zu den erfolgreichen ersten Rauriser Literaturtagen vom 14. bis 21. Februar 1971. Erwin Gimmelsberger leitete die Veranstaltung bis 1988, 1988 bis 1989 war Franz Mayrhofer als Leiter tätig, seine Nachfolge übernahm im Jahr 1990 Brita Steinwendtner, die das Festival bis 2012 leitete. 2013 übernahmen Manfred Mittermayer und Ines Schütz die Intendanz der Rauriser Literaturtage.
Die Rauriser Literaturtage finden stets Ende März / Anfang April statt und dauern von Mittwoch bis Sonntag. Am ersten Abend wird in der Regel der Rauriser Literaturpreis vergeben. Der zweite Tag gehört zum Teil dem Preisträger des Rauriser Förderungspreises, andererseits beginnen aber auch die Autorenlesungen und Diskussionen.
Der Rauriser Literaturpreis würdigt seit 1974 die beste Prosa-Erstveröffentlichung im deutschen Sprachraum, der Förderungspreis wird für zu einem vorgegebenen Thema eingesandte Texte von Nachwuchsautoren vergeben. Die Preisträger werden jeweils im Dezember durch eine dreiköpfige Jury (je ein Mitglied aus Deutschland, Österreich und der Schweiz) ermittelt.
Eine Besonderheit sind die Störlesungen. So wie nach mittelalterlichem Brauch Handwerker „auf Stör“ gegangen sind, besuchen Dichter Familien aus der Gegend. Gegen Pinzgauer Kost lesen sie in Rauriser Stuben aus ihrem Werk, erzählen in privater Runde über ihre Arbeit und kommen so mit den Raurisern sowie mit den von ihnen persönlich eingeladenen Freunden ins Gespräch. Diese Lesungen sind für die Öffentlichkeit nicht zugänglich.

## Themen
Eine Themenauswahl:
- 19. bis 23. März 2025: "Konfliktfelder"
- 3. bis 7. April 2013: "Lebens.Wege"
- 21. bis 25. März 2012: "Die Erfindung der Wahrheit"
- 30. März bis 3. April 2011:"… und ich begehre nicht schuld daran zu sein"
- 2010: 40-jähriges Jubiläum
- 25. bis 29. März 2009: "Sprache: Lust.Spiel.Wut"
- 26. bis 30. März 2008: "Zwischen den Worten, zwischen den Welten"
- 21. bis 25. März 2007: "Über-leben"
- 29. März bis 2. April 2006: "Don Juan"
- 30. März bis 3. April 2005: "Worte und Orte"
- 17. bis 21. März 2004: "Lieben und leben"
- 2. bis 6. April 2003: "Versuchte Nähe"
- 3. bis 7. April 2002: Krimiliteratur
- 28. März bis 1. April 2001:
- 15. bis 19. März 2000:
- 2. bis 6. April 1997: "Literatur & Musik"